# Ariana Richards

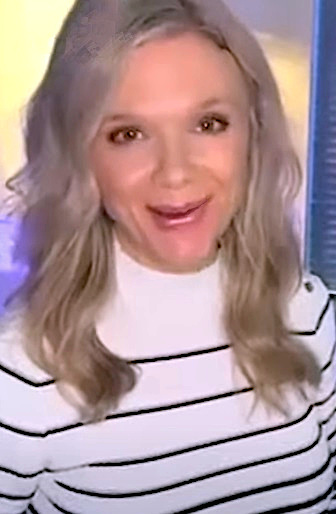
Richards im Jahr 2024

Ariana Clarice Richards (* 11. September 1979 in Healdsburg, Kalifornien) ist eine US-amerikanische Schauspielerin.

## Leben
Ariana Richards ist die Schwester der Schauspielerin Bethany Richards. Mit sieben Jahren stand sie zum ersten Mal für einen Werbefilm vor der Kamera. Im Jahr 1991 gewann sie als Zwölfjährige ihren ersten Filmpreis (Best young actress) für den Fernsehfilm Switched at Birth. Ein Jahr später gewann sie den Preis für ihre Rolle in Locked up erneut. 1993 besetzte Steven Spielberg sie als Enkelin des Park-Erfinders in Jurassic Park. Nach dem Besuch der High School folgte ein Studium an dem Skidmore College in New York. Ihren Abschluss machte sie in Schauspiel und Kunst.
In Oregon ist Richards als Malerin selbstständig.

## Filmografie
- 1987: Golden Girls (Fernsehserie, eine Folge)
- 1987: Homeland – Gewalt im Untergrund (Into the Homeland, Fernsehfilm)
- 1988: My Sister Sam (Fernsehserie, eine Folge)
- 1988: Ghettobusters (I’m Gonna Git You Sucka)
- 1989: Harrys Nest (Empty Nest, Fernsehserie, eine Folge)
- 1989: Jessica und das Rentier (Prancer)
- 1989: Face of the Enemy
- 1990: Tremors – Im Land der Raketenwürmer (Tremors)
- 1990: Dr. Kulani – Arzt auf Hawaii (Island Son, Fernsehserie, eine Folge)
- 1990: Martians – Ein Außerirdischer kommt selten allein (Spaced Invaders)
- 1990: Anwalt des Feindes (The Incident, Fernsehfilm)
- 1991: Babyswitch – Kind fremder Eltern (Switched at Birth, Fernsehfilm)
- 1991: Unschuldig hinter Gittern (Locked Up: A Mother’s Rage, Fernsehfilm)
- 1992: Timescape
- 1992: Against Her Will: An Incident in Baltimore (Fernsehfilm)
- 1993: Jurassic Park
- 1995: Mäuse an der Macht (Capitol Critters, Fernsehserie, eine Folge)
- 1995: Angus – voll cool (Angus)
- 1996: Born free – Frei geboren (Born Free: A New Adventure, Fernsehfilm)
- 1996: Das Leben und Ich (Boy Meets World, Fernsehserie, eine Folge)
- 1997: Vergessene Welt: Jurassic Park (The Lost World: Jurassic Park)
- 1997: Total Security (Fernsehserie, eine Folge)
- 1997: Sarah und das Wildpferd (The Princess Stallion, Fernsehfilm)
- 1998: Opfer ihrer Träume (Race Against Fear, Fernsehfilm)
- 2001: Tremors 3 – Die neue Brut (Tremors 3: Back to Perfection)
- 2007: 5-25-77
- 2013: Battledogs (Fernsehfilm)